# 華山草原分屍案
華山草原分屍案，是臺灣臺北市中正區華山大草原在2018年5月31日發生的分屍案件。

## 地點
「120草原自治區計畫」由野青眾向台北市都更處申請場地使用，申請位於華山1914文化創意產業園區附近的閒置空間。而申請人陳伯謙是以「推廣傳統弓技藝計劃」進行送審，符合該計畫推廣閒置空間活化的理念，野青眾團隊因此開放空間，供其設立名稱為「野居草堂」的活動空間。華山分屍案的現場即未來的「華山司法園區」（臺灣高等法院、臺灣臺北地方法院等）的園區基地內。

## 案情
2018年5月19日高姓女子是在Facebook上認識陳伯謙，並請教相關射箭學習事宜，並於同月29日兩人首次見面。
2018年5月31日陳伯謙在野居草堂性侵酒醉的高姓女子，案發後將對方勒斃肢解成13塊，並把左側乳頭及外陰部切下，試圖製成標本留念。最後用垃圾袋分裝成7袋，隔日清晨分批載運到陽明山國家公園內沿路丟棄。

## 刑事處罰
2019年8月5日，台北地方法院一審宣判，陳伯謙犯強制性交而故意殺害被害人罪，處死刑，褫奪公權終身。又犯竊盜罪，處有期徒刑拾月。又犯遺棄屍體罪，處有期徒刑肆年陸月。應執行死刑，褫奪公權終身。
2020年4月7日，臺灣高等法院二審宣判，陳伯謙犯強制性交而故意殺害被害人罪，處無期徒刑，褫奪公權終身。又犯竊盜罪，處有期徒刑捌月。又犯遺棄屍體罪，處有期徒刑肆年貳月。應執行無期徒刑，褫奪公權終身。。
2020年10月26日，中華民國最高法院三審宣判，原判決關於強制性交而故意殺害被害人及遺棄屍體部分均撤銷，發回臺灣高等法院。其他上訴駁回。
2021年9月8日，臺灣高等法院更一審宣判，陳伯謙犯強制性交而故意殺害被害人罪，處無期徒刑，褫奪公權終身。其餘上訴駁回。
2022年2月23日，中華民國最高法院三審宣判，維持二審判決，陳伯謙犯強制性交而故意殺害被害人罪，處無期徒刑定讞。
高姓女子家屬認為台北市政府都市更新處有管理上疏失，因此申請國家賠償新台幣1522萬餘元，經台北地方法院一審駁回請求，家屬二審改請求新台幣1元，但高等法院認為，陳伯謙並非公務員，也沒有執行公務行為，因此台北市政府在管理上無疏失，再度駁回請求。

## 各方意見
台北市都更處長方定安表示，都更處會針對該事件提出檢討報告，釐清相關責任歸屬，後續也會針對相關管理辦法，研議更嚴謹的查核機制。